# John Scofield Live
| Recensione   | Giudizio |
| ------------ | -------- |
| AllMusic     | [ 1 ]    |
| Progarchives | [ 2 ]    |

John Scofield Live è un album discografico dal vivo del chitarrista jazz statunitense John Scofield, pubblicato dall'etichetta discografica tedesca Enja Records nel 1978.

## Tracce
Lato A
1. V. – 10:31 (John Scofield)
2. Gray and Visceral – 14:50 (John Scofield)

Lato B
1. Leaving – 11:36 (Richard Beirach)
2. Softly As in a Morning Sunrise – 15:11 (Sigmund Romberg, Oscar Hammerstein II)

Edizione CD del 1987, pubblicato dalla Enja Records (3013-2)
1. V. – 10:31 (John Scofield)
2. Gray and Visceral – 14:50 (John Scofield)
3. Leaving – 14:33 (Richard Beirach)
4. Air Pakistan – 9:38 (John Scofield)
5. Jeanie – 8:20 (John Scofield)
6. Softly As in a Morning Sunrise – 15:12 (Sigmund Romberg, Oscar Hammerstein II)

## Formazione
- John Scofield - chitarra
- Richie Beirach - pianoforte
- George Mraz - contrabbasso
- Joe LaBarbera - batteria

Note aggiuntive
- Horst Weber e Matthias Winckelmann - produttori
- Registrato dal vivo il 4 novembre 1977 al The Domicile di Monaco di Baviera (Germania)
- Carlos Albrecht/Tonstudio BAUER - ingegnere delle registrazioni
- Giuseppe Pino e Kira Tolkmitt (J. Scofield) - fotografie
- Weber/Winckelmann - cover design[3]